# گروبیتسه
گروبیتسه (به لهستانی:  Grobice) یک روستا در لهستان است که در گمینا خنوو واقع شده‌است.